# Technische Regel für Gasinstallationen
Die Technische Regel für Gasinstallationen (kurz: TRGI) ist als DVGW-Arbeitsblatt G 600 eine wichtige Vorschrift für das Fachhandwerk. Die TRGI regelt, wie Gasanlagen geplant, ausgeführt, gewartet und instand gehalten werden müssen. Betroffen sind alle Gasanlagen. Bestehende Anlagen fallen unter Umständen unter den „Bestandsschutz“ (z. B. Regelungen für die Nachrüstung einer TAE). Herausgeber ist die Deutsche Vereinigung des Gas- und Wasserfaches (DVGW). Aktuell ist die TRGI 2021.

## Inhalt

### Geltungsbereich und Allgemeines
Die Technischen Regeln für Gas-Installationen beziehen sich auf Planung, Erstellung, Änderung und Instandhaltung für Gasanlagen in Gebäuden und auf Grundstücken, die mit Gasen der 1., 2. und 4. Gasfamilie und mit Drücken bis 100 mbar (Niederdruck) bzw. über 100 mbar bis 1 bar (Mitteldruck) betrieben werden. Für Gase der 3. Gasfamilie (Flüssiggas) gelten nicht die TRGI, sondern die TRF (Technische Regeln Flüssiggas).
Die TRGI beginnt hinter der Hauptabsperreinrichtung (HAE) und endet mit der Ausmündung der Abgasführung ins Freie.
Der Betreiber von Gasanlagen muss im Rahmen einer allg.  Verkehrssicherungspflicht
(Schutzfunktion des Staates) seine Anlage
betriebssicher installieren und instand halten. Dies ist i. A. erfüllt, wenn er die  anerkannten Regeln der Technik beachtet (Generalklausel),
die der DVGW mit den TRGI erstellt.
Wendet der Betreiber die TRGI nicht an, ist er selbst für die Verkehrssicherheit  verantwortlich und  muss im Schadensfall mit dem gleichen Sachverstand den Nachweis führen, die der DVGW in Vorleistung mit den Regeln erbrachte.

### Begriffe
U. a. Druck, Dichte, Wärmewert, Wobbeindex, …

### Leitungsanlage
Gaszähler, Gasströmungswächter, Druckregler, Gebäudeeinführung, Korrosionsschutz, TAE …

### Abgasführung von Gasfeuerstätten
Einteilung der Gasgeräte:
- Gasgerätetyp A: ohne Abgasanlage, z. B. Gasherde, …
- Gasgerätetyp B: mit Abgasanlage und raumluftabhängiger Brennkammer. z. B. Kessel, Thermen, Durchlauferhitzer …
- Gasgerätetyp C: mit Abgasanlage und raumluftunabhängiger Brennkammer, z. B. Gasgeräte mit Luft-Abgas-System.

### Prüfung von Leitungsanlagen
Gasleitungen sind je nach Baufortschritt (Rohbauphase, Fertigstellung, Reparaturen) zu prüfen.
- Belastungsprüfung: Hierbei wird das Material auf Festigkeit und die Verbindungen auf Haltbarkeit überprüft; dies geschieht vor dem Verputzen oder Verdecken der Gasleitungen. Bei der Belastungsprüfung wird die neuverlegte Leitung ohne Armaturen und ohne Gasgeräte mit einem Prüfdruck von 1 bar belastet. Prüfmedium ist Luft oder ein Inertgas (reaktionsträges Gas). Während der Prüfdauer von mindestens 10 Minuten darf kein Druckabfall festzustellen sein. Die Auflösung des Prüfgerätes ist min. 0,1 bar.
- Dichtheitsprüfung: Mit dieser Prüfung wird die Dichtheit der Leitung mit Armaturen und ohne Gasgeräte festgestellt. Bei einem Prüfdruck von 150 mbar (bisher 110 mbar) und einer Prüfdauer (abhängig vom Anlagenvolumen) von mindestens 10 Minuten darf kein Druckabfall am Messgerät erkennbar sein, welches eine Anzeigegenauigkeit von 0,1 mbar haben muss.
- Schlussprüfung (Sichtkontrolle)
- Gebrauchsfähigkeitsermittlung für in Betrieb befindliche Leitungen.